# جلبک‌خوار چینی
جلبک‌خوار چینی (نام علمی: Gyrinocheilus aymonieri) نام یک گونه از سرده جلبک‌خواران است.